# Tolle Trolle
Tolle Trolle (dänischer Originaltitel Trolderi) ist eine dänisch-deutsche Zeichentrickserie aus dem Jahr 1999. Die Serie basiert auf dem dänischen Roman Troldehistorien des Autors Henning Kure aus dem Jahr 1989.

## Entstehung
Nach Drehbüchern von Aidan Rickney und Andreas Pihl wurden unter der Regie von Karsten Kiilerich (der für seinen 1997er Kurzfilm Når livet går sin vej 1999 für einen Oscar nominiert worden war) und Jørgen Lerdam, beide von der Trickfilmfirma A-Film I/S in Kopenhagen, 2 Staffeln zu je 13 Episoden angefertigt. Produziert wurde die Serie von Egmont Imagination, Dänemark. Produzenten waren unter anderem Anders Mastrup und Christoph Sieciechowicz. Jede Episode hatte eine Länge von 25 Minuten.
Die Filmmusik stammt von Tom Keenlyside und John Mitchell von der Firma AniTunes aus Vancouver, die sich auf Musik für Zeichentrick- und Fernsehserien spezialisiert hat.
Von dtp entertainment erschien im April 2001 eine Spielesammlung als Computerspiel.

## Handlung
Zwei kleine Trolle wohnen in einem Zauberwald: der kluge Snäpper (im dänischen Original Gimpe) sowie der langsame und treue Zumpel (in der dänischen Fassung Humpe). Zusammen mit dem winzigen Willy Wee (Lille Skid im Original) müssen sie sich vor Riesentrollen und vor den jagenden Schnipplingen in Acht nehmen.

## Veröffentlichung
In Dänemark wurde die Serie im Fernsehsender DR1 ausgestrahlt. Die Erstausstrahlung in Deutschland war am 27. Januar 2001 im ZDF bei Tabaluga tivi. Die Serie wurde auf KiKA wiederholt. Im englischsprachigen Raum hieß die Serie Troll Tales. Synchronsprecher für die englischsprachige Ausgabe sind zum Beispiel die Kanadier Kathleen Barr (Snäpper), Cathy Weseluck (Zumpel), Jesse Moss, Michael Dobson, Scott McNeil, Myriam Sirois, Chiara Zanni, Ian James Corlett und Saffron Henderson. In Finnland heißt die Serie Peikkotarinoita und läuft auf dem Privatsender Nelonen.

## Episoden
Staffel 1
| Episode | Titel                 | Handlung |
| ------- | --------------------- | --- |
| 1.1     | Der Herr der Steine   | Snäpper erweckt aus Versehen einen Riesen. Mit Hilfe eines Zaubertranks muss der Riese besänftigt werden. |
| 1.2     | Die Jagd              | Schnipplinge machen Jagd auf Trollschwänze, der kleine Willy Wee wird dabei entführt. |
| 1.3     | Eine Seifenoper       | Snäpper ärgert die großen Trolle mit einem Stück Seife, das er in die Suppe der großen Trolle tunkt. Ein Neck, ein Wassergeist aus der germanischen Mythologie, hilft Snäpper gegen den Zorn der großen Trolle. |
| 1.4     | Die kleine Prinzessin | Eine kleine entführte Prinzessin landet im Trollwald und beginnt dort, die Trolle herumzukommandieren. |
| 1.5     | Das Waldbaby          | Ein Menschenbaby wird im Wald ausgesetzt. Da Zumpel das Baby bemuttert wird Snäpper eifersüchtig. |
| 1.6     | Huldras Rache         | Snäpper spielt dem Schnippling-Mädchen Huldra einen Streich. Diese rächt sich. |
| 1.7     | Die große Kraftprobe  | Snäpper und Zumpel möchten von Zwergen Kühewerfen lernen, um sich an den großen Trollen zu rächen. |
| 1.8     | Falscher Alarm        | Ein Graf möchte mit seinem Sohn und Bediensteten im Trollwald campieren. Snäpper nutzt dies, um den großen Trollen Streiche zu spielen.                                                                         |
| 1.9     | Werwölfe              | Nachdem Zumpel von einem Köhler gebissen wird, wird der Troll zu einem Werwolf. |
| 1.10    | Die Seejungfrau       | Snäpper wird beim Lachsfangen von einer Seejungfrau mit einem Kuss verzaubert. Nur durch den Kuss eines Mädchens kann er entzaubert werden, aber Huldra möchte ihn nicht küssen.                                |
| 1.11    | So ein Käse!          | Snäpper tauscht mit Zwergen Troll-Gebräu gegen Gold, was die großen Trolle gar nicht gut finden. |
| 1.12    | Der gezähmte Blitz    | Die Brüder Blitz und Donner sind auf Trolljagd. Snäpper gelingt es, Blitz einzusperren wie einen Flaschengeist.                                                                                                 |
| 1.13    | Die Zauberangelschnur | Snäpper kämpft gegen einen großen Hecht. Und selbst mit einer Zauberangelschnur, die er sich von der Hexe Eulalia besorgt, ist dies ein schwieriges Unterfangen.                                                |

Staffel 2
| Episode | Titel                       | Handlung |
| ------- | --------------------------- | --- |
| 2.1     | Die heilige Kugel           | Der Neck hat die heilige Kugel der Schnipplinge gestohlen. Beim Versuch von Huldra die Kugel zurückzubekommen verwandelt sich Willy Wee in einen Wasseratmer und muss in einem Goldfischglas leben. |
| 2.2     | Gesucht: Eulalias Eule      | Ein Sturm weht die Eule der Hexe Eulalia und Snäppers Hut fort. Alle machen sich auf die Suche. |
| 2.3     | Die Wechselbälger           | Snäpper und Zumpel werden zur Bestrafung zu einem Bauernhof der Menschen geschickt. Dort tauschen sie die Rollen mit zwei Menschenjungen.                                                           |
| 2.4     | Der eigensinnige Zauberstab | Snäpper findet einen Zauberstab. Beim Ausprobieren des Zauberstabes stellt er einigen Unfug an. |
| 2.5     | Der Albtraum                | Snäpper wird Nachts von Albträumen gequält, in denen das Schniplling-Mädchen Huldra eine Rolle spielt.                                                                                              |
| 2.6     | Die Moorhexe                | Snäpper und Zumpel verlaufen sich im verwunschenen Trollmoor. Ein Irrlicht bietet ihnen ihre Hilfe an.                                                                                              |
| 2.7     | Drei Wünsche                | Ein Mädchen geht in den Trollwald, um eine Fee zu finden, damit diese drei Wünsche erfüllen kann. Snäpper gibt an, dies ebenfalls zu können.                                                        |
| 2.8     | Der fröhliche Straßenräuber | Snäpper lernt einen Straßenräuber kennen, der vor den Soldaten des Königs auf der Flucht ist. |
| 2.9     | Die strenge Elfe            | Snäpper und Zumpel suchen ein Schlammloch. Es kommt zu Konflikten mit drei Elfen, deren Aufgabe es ist, den Frühling im Wald zu initiieren.                                                         |
| 2.10    | In der Höhle des Drachen    | Snäpper und Zumpel möchten eine Drachenschuppe erbeuten, doch der Drache durchschaut sie. |
| 2.11    | Der Herr Professor          | Snäpper und Zumpel stehlen eine Essensgabe, die jede Nacht zum Schutz eines Bauernhofes nach Draußen gestellt wird.                                                                                 |
| 2.12    | Sonnenkrank                 | Wenn Trolle der Sonne ausgesetzt werden, versteinern sie. Snäpper und Zumpel retten den großen Troll Steinilaus, in dem sie ihn ins Wasser werfen. Das gefällt Steinilaus gar nicht.                |
| 2.13    | Der ungebetene Gast         | Snäpper findet zum Mittsommerfest einen Wikingerring und beschwört den Geist des Wikingers Leif herauf.                                                                                             |